# Sibylle Wolf (Violinistin)
Sibylle Wolf (* 1970 in Hameln) ist eine deutsche Violinistin.

## Leben
Sibylle Wolf erhielt ihren ersten Geigenunterricht als Kind im Alter von sieben Jahren. Nach ihrem Schulabschluss studierte sie in Hannover an der Hochschule für Musik und Theater Hannover bei Barbara Koerppen, in Salzburg am Mozarteum bei Helmut Zehetmair, außerdem in Graz und bei Thomas Zehetmair. Ihre Diplomprüfung bestand Wolf 1996 mit Auszeichnung und erhielt zudem den Würdigungspreis des österreichischen Ministeriums für Wissenschaft, Verkehr und Kunst.
Bereits während ihres Studiums wirkte Sibylle Wolf als Mitglied in der Jungen Deutschen Philharmonie, im European Youth Orchestra sowie als Konzertmeisterin des Ensemble Resonanz. Nach ihrem Studium spielte sie in den Jahren von 1997 bis 2000 regelmäßig im Orchester der Deutschen Kammerphilharmonie Bremen und als Solistin im Ensemble Modern. Seit 2000 ist Sibylle Wolf erste Geigerin im Niedersächsischen Staatsorchester.